# 愛爾蘭南北盃
愛爾蘭南北盃（North-South Cup）是一項曾經短暫舉辦的愛爾蘭足球錦標賽，由北愛爾蘭足球協會及愛爾蘭足球協會聯合主辦在1960年至1962年舉辦過兩次卻停辦，由分別由來自愛爾蘭共和國的愛爾蘭足球聯賽及北愛爾蘭的北愛爾蘭足球聯賽球隊參賽，兩次都由北愛爾蘭球隊奪冠。
1960-61年比賽進行至準決賽，但賽程緊密而將決賽推遲到下個賽季進行；同樣1961-62年比賽也未能及時完成，有部分比賽在1962-63年賽季完成。

## 歷屆賽事
| 球季    | 冠軍     | 比數 | 亞軍     |
| ------- | -------- | ---- | -------- |
| 1960-61 | 连菲特   | 7-1  | 格蘭杜蘭 |
| 1961-62 | 格蘭杜蘭 | 2-1  | 舒尔本   |